# Katipunan
El Katipunan era una sociedad secreta fundada en las Filipinas por Andrés Bonifacio para liberar el país del dominio español. El Katipunan conocido es realmente una versión más corta del nombre oficial, que está en tagalo: Kataas-taasang, Kagalang-galangang Katipunan ng̃ mg̃á Anak ng̃ Bayan (Kataas-taasang, Kagalang-galangang Katipunan nang mangá Anak nang Bayan —traducido más o menos como 'Suprema y Venerable Asociación de los Hijos del Pueblo'—). El Katipunan también es conocido por sus siglas, KKK (no confundir con el Ku Klux Klan). Katipunan es un término que quiere decir la sociedad, la palabra raíz del tagalo es tipon que significa recolectar. El Katipunan fue fundado después de la detención de los miembros principales de La Liga Filipina, organización fundada por el Dr. José Rizal y de la cual Andrés Bonifacio fue miembro.

## José Rizal y las reformas pacíficas
La Liga, integrada principalmente por intelectuales de la clase media, abogó por reformas pacíficas. La supresión de Liga por el régimen español demostró a Bonifacio lo vano de las reformas pacíficas bajo el mandato español. La revolución armada del Katipunan comenzó en agosto de 1896, después de que la existencia del grupo fuera descubierta por las autoridades. 
El gobierno español culpó a Rizal por la sublevación, debido a que Katipunan lo consideraba su presidente honorario, y lo condenó a muerte por fusilamiento el 30 de diciembre de 1896.
La ejecución de Rizal sin embargo agregó fuego a la rebelión; los Katipuneros (combatientes del Katipunan) gritaban "Mabuhay (Viva José Rizal)" como grito de batalla.
A pesar de esto Rizal se había desligado del Katipunan por sus influencias masónicas que chocaban contra su fe cristiana, a pesar de su marcado anticlericalismo.

## República de Kakarong y Maestrong Sebio o Dimabungo
En 1896, miembros del Katipunan habían fundado la República del Kakarong en la localidad de Kakarong de Sili (Kakarong Real o Caracóng de Sile) en la provincia de Bulacán, isla de Luzón. Estaban liderados por Canuto Villanueva como jefe supremo y el general Eusebio Roque (conocido como Maestrong Sebio o Dimabungo), el cual estaba al mando de un ejército de entre 3.000 a 6.000 hombres, y habían constituido una verdadera fortaleza-ciudad (el general Gregorio del Pilar, en ese entonces teniente del Katipunan, participaría en el combate). Al enterarse el gobierno español, lanzó una ofensiva y el 1 de enero de 1897 el Comandante José Olaguer Feliú al mando de una columna de 600 soldados españoles tomó por asalto la fortificación de Caracóng de Sile, derrotando a los katipuneros.

## Facción y Bonifacio

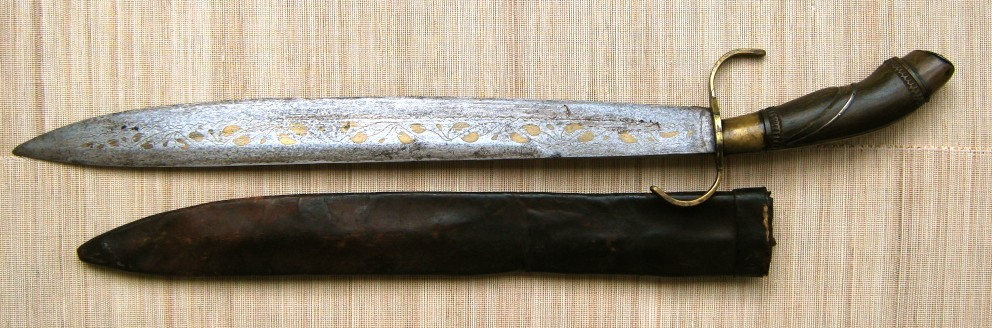
Esta espada se cree que fue utilizada por un oficial del Katipunan.

Durante el curso de la revolución contra España, se abrió una fractura entre la facción de Magdiwang (conducida por el general Mariano Álvarez y leal a Bonifacio) y la facción de Magdalo (conducida por el general Baldomero Aguinaldo, primo del general Emilio Aguinaldo). En la convención de Tejeros, la propuesta de Bonifacio para presidir el Katipunan no tuvo éxito, designándolo en cambio para la secretaría del Interior. Cuando uno de los miembros de la facción de Magdalo (Daniel Tirona) intentó desacreditar a Bonifacio por su falta de educación y por lo inapropiado que era para ocupar el cargo, Bonifacio se disgustó en extremo, estando incluso a punto de dispararle con su revólver. Acto seguido abandonó el lugar declarando los resultados de la convención nulos y sin efecto. Bonifacio sería más adelante arrestado por orden del general Aguinaldo y ejecutado del 10 de mayo de 1897.
En el Pacto de Biak-na-Bató, el general Aguinaldo acordó con el gobernador general español terminar las hostilidades y partió voluntariamente al exilio en Hong Kong. El tratado de paz pronto se derrumbó y las hostilidades se reanudaron. Aguinaldo volvió a las Filipinas al principio de la guerra hispano-estadounidense. Creyó que los Estados Unidos serían un aliado en la lucha contra España y declaró la independencia filipina de España el 12 de junio de 1898. Los temores de que los Estados Unidos tuvieran realmente una ambición imperialista se confirmaron cuando la representación filipina fue negada en el Tratado de París (1898), con lo cual las Filipinas fueron cedidas por España a los Estados Unidos por veinte millones de dólares estounidenses. Pronto estallaron las hostilidades entre las fuerzas filipinas y las de los EE. UU. La lucha terminó después de la captura de Aguinaldo en Palanan, Isabela. Este convenció al resto de las fuerzas del Katipunan de abandonar la lucha. Un general filipino después de otro se entregó a los americanos. Otros generales del Katipunan, sin embargo, continuaron luchando, particularmente el general Macario Sakay. 
Los miembros de la sociedad estaban ligados por juramento a mantener secreto. El último paso de la iniciación como miembro consistía en escribir en un libro su nombre con su propia sangre.

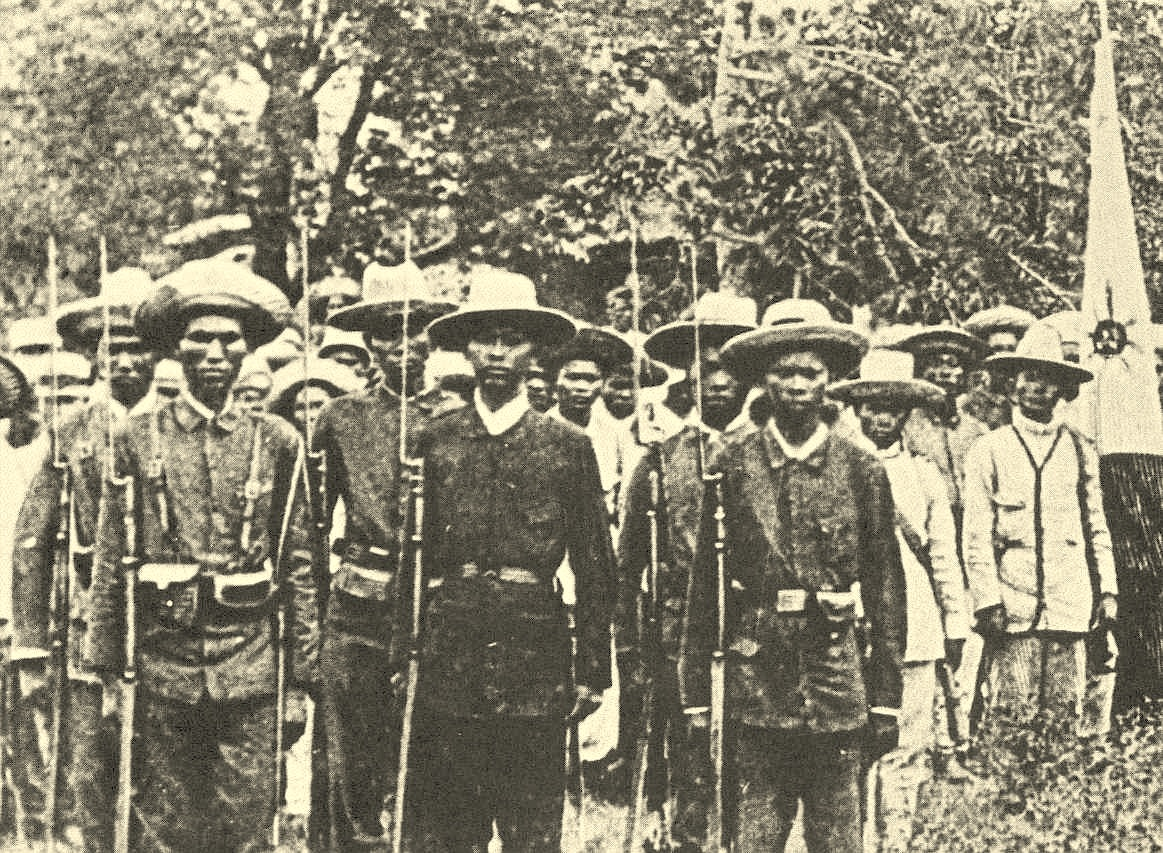
Fotografía de finales del con rebeldes filipinos katipuneros.

## Katipuneros notables
- Emilio Aguinaldo
- Andrés Bonifacio
- Emilio Jacinto
- Gergoria de Jesús
- David Fagen
- Mariano Llanera
- Antonio Luna
- Apolinario Mabini
- Miguel Malvar
- Arcadio Maxilom
- Simeón Ola
- Gregorio del Pilar
- Luciano San Miguel
- Mariano Trías
- Eusebio Roque, Maestrong Sebio o Dimabungo
- Mamerto Natividad

## Katipuneros que apoyaron desde el extranjero
- José Sabas Libornio Ibarra

## En el cine
- 1898: Los últimos de Filipinas

- Datos: Q673018
- Multimedia: Katipunan / Q673018